# Zhifang (socken i Kina, Henan, lat 34,11, long 112,09)
Zhifang (kinesiska: 纸房, 纸房乡) är en socken i Kina. Den ligger i provinsen Henan, i den centrala delen av landet, omkring 160 kilometer sydväst om provinshuvudstaden Zhengzhou.
Genomsnittlig årsnederbörd är 711 millimeter. Den regnigaste månaden är september, med i genomsnitt 138 mm nederbörd, och den torraste är januari, med 5 mm nederbörd.